# 그리버스 장군
그리버스 장군(General Grievous)은 《스타워즈》에 나오는 가공의 인물이다. 그리버스는 칼리 행성 출신의 칼리쉬족 전사였다. 그러나 얌리족과 싸우던 어느날 그는 두쿠가 설치한 폭탄으로 신체를 잃고 신체를 사이보그로 개조하는 수술을 받았고 분노만 존재하는 악의 병기로 재탄생한 그는 클론 전쟁 발발 당시 분리주의 연합에 가담했으며, 두쿠 백작의 밑에서 드로이드 군대의 지휘관으로 지냈다. 또한 두쿠는 그리버스에게 그의 검술 '마카시'를 비밀리에 전수하여 분리주의 연합 최대의 적이었던 제다이들을 척살하도록 하였다.(실제로 그리버스는 가장 빠르게 악명을 퍼뜨린 제다이 사냥꾼이었다.)

## 상세
그리버스는 자신이 죽인 제다이의 라이트세이버를 주무기로 사용하며 그는 두쿠가 가르쳐준 마카시에 자신이 과거에 배웠던 칼리쉬족 전통 검술을 결합해 네개의 팔의 매우 빠르고 변칙적이며 현란한 움직임을 살린 공격을 통해 제다이들을 척살하였고 웬만한 수준급의 제다이 마스터가 아니면 그는 이기기도 힘든 상대였다.

### 시스의 복수
그리버스는 팰퍼틴 의장을 납치한 이후 공화국 해군과의 함대함 전투에서 밀리고 있었다. 제다이 기사 오비완과 아나킨은 팰퍼틴을 구출하고 탈출을 시도하지만 그리버스에게 발각되어 체포된 이후 그의 앞으로 끌려온다. 그리버스는 그들의 라이트세이버를 빼앗지만 R2-D2의 도움으로 라이트세이버를 되찾고 함교에서 칼부림을 벌여 드로이드들을 베어버리고 그리버스를 상대하려 하지만 그는 마그나가드(그리버스의 경호 드로이드)의 일렉트로 스태프로 함교 유리창을 깨부순 후 함의 외벽을 통해 탈출정에 올라탄 후 유타파우 행성으로 탈출한다. 그리고 그 이후 팰퍼틴의 처단 명령을 받고 그를 제거하기 위해 유타파우에 도착한 오비완 케노비와 대치한다. 그는 각 팔들을 두개로 분리해서 4개로 만든 이후 4개의 라이트세이버를 꺼내들고 프로펠러처럼 빠르게 회전시키며 공격하지만 오비완의 소레수 검법을 무너뜨리지 못하고 손 2개가 잘리며 열세에 몰린다. 그리고 곧바로 클론들이 습격해온다. 그리고 자세를 바꿔서 공략을 시도하지만 그러기도 전에 오비완이 포스로 밀어버려 무방비 상태로 만든다. 이때 그리버스는 휠 바이크를 타고 도주한 후 개인 전투기 소울리스 원을 타고 무스타파 행성으로 도주하려 한다. 그러나 오비완 케노비는 거대 도마뱀 보가를 타고 그리버스를 끝까지 추격하였으며 그리버스는 마지막에 오비완 케노비에게 심장에 블래스터를 맞고 불타 사망한다.

## 레전드 세계관
레전드 확장 세계관에서 시체는 쓰론 제독의 장식품이 되고 만다.

## 그 외
한때는 게리 올드먼이 성우를 맡는다는 루머도 있었다.
또한 그리버스의 얼굴 디자인은 분무기에서 따왔으며, 사이보그 전사라는 점과 악당이지만 불쌍하다는 점 등 여러 면에서 다스 베이더와 닮은 점도 있는데 이것은 아나킨의 미래를 암시할 목적으로 넣은 캐릭터이기 때문이다.